# OMX Copenhagen
Le OMX Copenhagen est un indice boursier de la bourse de Copenhague composé de 40 des principales capitalisations boursières du pays.

## Corrélation avec les autres bourses
Les performances annuelles de l'OMX se sont rapprochées de celles du Dow Jones, du DAX, du CAC 40 et du Footsie, les grands marchés boursiers étant de plus en plus dépendants les uns des autres depuis une quinzaine d'années.

## Composition
Au 11 juin 2011, l'indice  se composait des titres suivants:
| Code                    | Société                      | Secteur                       |
| ----------------------- | ---------------------------- | ----------------------------- |
| MAERSKB DC / MAERSKA DC | AP Moller - Maersk           | Industrie                     |
| ATLA DC                 | Atlantic Petroleum           | Énergie                       |
| BO DC                   | Bang & Olufsen               | Consommation cyclique         |
| BIFB DC                 | Brondbyernes IF Fodbold      | Consommation cyclique         |
| CARLB DC                | Carlsberg                    | Consommation non cyclique     |
| CHR DC                  | Christian Hansen Holding     | Matériaux                     |
| COLOB DC                | Coloplast                    | Santé                         |
| DNORD DC                | Norden                       | Industrie                     |
| DANSKE DC               | Danske Bank                  | Finance                       |
| DSV DC                  | DSV                          | Industrie                     |
| FLS DC                  | FLSmidth & Co                | Industrie                     |
| GR4SEC DC               | G4S                          | Industrie                     |
| GN DC                   | GN Store Nord                | Santé                         |
| GES DC                  | Greentech Énergie Systems    | Services aux collectivités    |
| LUN DC                  | H Lundbeck                   | Santé                         |
| JDAN DC                 | Jeudan                       | Finance                       |
| JYSK DC                 | Jyske Bank                   | Finance                       |
| NEWCAP DC               | Newcap Holding               | Finance                       |
| NKT DC                  | NKT Holding                  | Industrie                     |
| NDA DC                  | Nordea Bank                  | Finance                       |
| NORTHM DC               | North Media                  | Consommation cyclique         |
| NOVOB DC                | Novo Nordisk                 | Santé                         |
| NZYMB DC                | Novozymes                    | Matériaux                     |
| PNDORA DC               | Pandora                      | Consommation cyclique         |
| PARKEN DC               | Parken Sport & Entertainment | Consommation cyclique         |
| RELLA DC                | Rella Holding                | Consommation cyclique         |
| ROCKA DC / ROCKB DC     | Rockwool International       | Industrie                     |
| SBS DC                  | Scandinavian Brake Systems   | Consommation cyclique         |
| SIM DC                  | SimCorp                      | Technologies de l'information |
| SJGR DC                 | Sjaelso Gruppen              | Consommation cyclique         |
| SYDB DC                 | Sydbank                      | Finance                       |
| TDC DC                  | TDC                          | Télécommunications            |
| THRAN DC                | Thrane & Thrane              | Technologies de l'information |
| TIV DC                  | Tivoli                       | Consommation cyclique         |
| TKDV DC                 | TK Development               | Finance                       |
| TOP DC                  | Topdanmark                   | Finance                       |
| TPSL DC                 | Topsil Semiconductor Matls   | Technologies de l'information |
| TORM DC                 | Torm                         | Énergie                       |
| TRYG DC                 | Tryg                         | Finance                       |
| VWS DC                  | Vestas Wind Systems          | Industrie                     |
| WDH DC                  | William Demant Holding       | Santé                         |